# Diario íntimo de la tía Angélica
Diario íntimo de la tía Angélica es una obra de teatro de José María Pemán, una comedia en tres actos estrenada en 1946.

## Argumento
Angélica es una mujer dulce y soñadora que dejó pasar su juventud entre ideales y aspiraciones románticas. En su madurez, se enfrenta de nuevo a esa edad de ambición y sueños a través de sus dos sobrinos: Lica, decidida y segura de sí misma, y Armando, filosófico e introvertido.

## Representaciones destacadas
- Teatro (Teatro Infanta Isabel, Madrid, 20 de noviembre de 1946, Estreno).
  - Intérpretes: Isabel Garcés, Ángel de Andrés, María Luisa Marfil, Irene Caba Alba, Manuel Arbó, Emilio Gutiérrez, Irene Gutiérrez Caba, Leopoldo Navarro, Francisco Rabal.
- Televisión (Estudio 1, TVE, 16 de noviembre de 1973). 
  - Realización: Cayetano Luca de Tena.
  - Intérpretes: Isabel Garcés, Jaime Blanch, Maribel Martín, José Orjas, Mercedes Sampietro.